# Heinz Buschkowsky
Heinz Buschkowsky (* 31. července 1948, Berlín–Neukölln) je německý politik, člen SPD. V letech 2001–2015 byl starostou berlínské části Neukölln, známé vysokým procentem přistěhovalců. Radnice v čele s Buschkowskym zavedla řadu opatření, která zlepšila soužití občanů a integraci Turků a Arabů do německé společnosti. Buschkowsky vydal o své čtvrti v roce 2012 knihu Neukölln ist überall, jeho výhradní autorství bylo ale zpochybněno. Za své aktivity byl několikrát oceněn.

## Publikační činnost
- BUSCHKOWSKY, H. Die andere Gesellschaft. Ullstein Hardcover, 2014. 288 S.
- BUSCHKOWSKY, H. Neukölln ist überall. Ullstein Hardcover, 2012. 400 S.